# Vovinam Việt Võ Đạo
« Viet vo dao » redirige ici. Ne pas confondre avec Viet vu dao.
 (août 2020).
 (août 2020).
Le Vovinam-Việt Võ Đạo (souvent écrit Vovinam-Viet Vo Dao) est un art martial vietnamien créé à Hanoï en 1938 par Nguyễn Lộc. Il est surtout connu pour ses ciseaux acrobatiques très spectaculaires. Dans le langage courant, on parle souvent simplement de Vovinam ou de Viet Vo Dao.
Le but de cet art martial est la formation de « l'homme vrai ». Sa devise est « être fort pour être utile ». Son salut signifie « Main d'acier sur le cœur de bonté ». Son symbole est le bambou, qui « plie mais ne se rompt pas », image de souplesse et de droiture.

## Origines

### Origine du nom
En vietnamien, « Võ » signifie l'art martial. On le retrouve dans les deux termes : Vovinam qui signifie art martial vietnamien et « Việt Võ Đạo » qui signifie la voie (« Đạo ») de l'art martial vietnamien (ou du peuple vietnamien). Cette apposition de deux noms quasi synonymes peut paraître incongrue mais il existe une explication assez simple. Jusqu'en 1963, on ne parlait que de Vovinam jusqu'à ce que le conseil des maîtres décide de modifier le nom de Vovinam en donnant plus d'importance à la voie philosophique. Ils changèrent le nom pour Viet Vo Dao mais en hommage au maître fondateur, ils décidèrent de conserver également le nom d'origine. Depuis, partout dans le monde (excepté dans quelques rares pays européens), les deux termes sont indissociables.
En France, le terme Việt Võ Đạo est parfois utilisé de façon erronée par quelques écoles de Võ Cổ Truyền ou pour définir les arts martiaux vietnamiens en général, ce qui est à l'origine de fréquentes confusions.
En théorie, le terme  ne devrait être lié qu'au seul style Vovinam. En 1973, lors de la première tentative de création d'une fédération française regroupant les arts martiaux vietnamiens, le maître patriarche du Vovinam, Lê Sáng, autorisa les fondateurs à regrouper les différents styles sous le nom générique de Việt Võ Đạo. Depuis, ce terme continue à être utilisé en France pour désigner les styles vietnamiens, malgré l'appel du 8 septembre 1998 du maître Lê Sáng de ne plus dissocier le terme Việt Võ Đạo qui appartient au Vovinam.

### Naissance du Vovinam-Viet Vo Dao
On estime que le Vovinam Viet Vo Dao est né officiellement en 1945 à Hanoï lorsque son fondateur, le maître Nguyễn Lộc fait une démonstration pour présenter le résultat de ses longues années de travail.
On ne sait pas grand chose de la jeunesse de Nguyễn Lộc mais il semble acquis qu'il avait pour ambition de codifier et organiser un nouvel art martial censé réunir toutes les techniques d'arts martiaux présentes au Vietnam. D'après ce que l'on sait, il décide assez jeune de partir voyager à travers le pays pour aller à la rencontre de tous les maîtres d'arts martiaux mais aussi de lutte et de boxe afin de s'en inspirer pour créer son propre art martial qui serait une sorte de synthèse de toutes les techniques de combats enseignées au Vietnam. Il aurait commencé à enseigner le résultat de cette synthèse à ses premiers élèves en 1938, à l'âge de 26 ans. Parmi ses premiers élèves, Lê Sáng, qui deviendra son ami et son plus proche disciple. Lorsqu'on évoque le maître Nguyễn Lộc, il n'est pas rare de parler du maître fondateur (Cố võ sư sáng tổ en vietnamien qui peut se traduire par « feu maître fondateur »).

### L'après Nguyên Lôc
Nguyên Lôc décède en 1960 à Saïgon. Avant de s'éteindre, il désigne son élève et ami, le maître Lê Sáng comme son successeur. À cette époque, Ngô Đình Diệm qui dirige le pays d'une main de fer, interdit la pratique des arts martiaux sur le territoire vietnamien. Jusqu'en 1964 c'est donc surtout le maître Trần Huy Phong (1938-1997) qui se charge du développement du vovinam en formant dans la clandestinité un grand nombre de maîtres et en continuant à réformer l'enseignement du vovinam (il est par exemple à l'origine du système de grade actuellement utilisé partout dans le monde). En 1964, après la levée de l'interdiction de pratiquer les arts martiaux, le maître Lê Sáng est élu maître patriarche, conformément aux derniers souhaits du maître fondateur. Il nomme alors le maître Trần Huy Phong directeur technique. Ensemble, ils développent fortement le vovinam qui sera même un temps enseigné aux agents de la police de Saïgon.
Le 27 mai 1975, à la fin de la guerre du Vietnam, les deux hommes sont emprisonnés pour des raisons politiques et le vovinam est de nouveau interdit. C'est le début de la diaspora vietnamienne et par voie de conséquence de l'accélération du développement du vovinam à travers le monde alors qu'au Vietnam il n'est plus enseigné que dans la clandestinité. Ce n'est qu'en 1978 qu'il sera de nouveau autorisé. Le maître Trần Huy Phong, incarcéré en camp de « rééducation », sera libéré 5 ans plus tard en 1980. Le maître Lê Sáng lui remet alors le titre de troisième maître successeur de l’école de Vovinam Viêt Võ Đao. Il porte alors la ceinture blanche et rayée du maître patriarche jusqu'à ce qu'en 1988, le maître Lê Sáng soit libéré après 13 années de détention et reprenne sa place au sein du conseil des maîtres.

### Décès du maître Lê Sáng

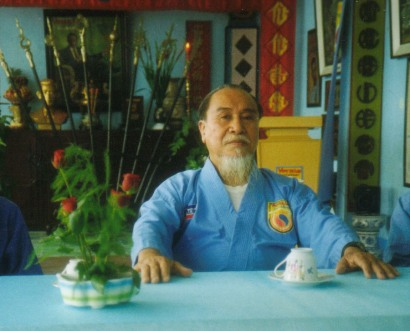
Le maître patriarche Lê Sáng

Le 27 septembre 2010, le maître Lê Sáng décède à Saïgon. Le 30 septembre 2010, tous les grands maîtres se réunissent au Tổ Đường, au-delà des clivages et des courants, pour une cérémonie d'adieu. Se pose alors la question de sa succession. À cette époque, il semble déjà admis que le système patriarcal, propre au Vovinam Viet Vo Dao, ne lui survivra pas. La légitimité dont le maître Lê Sáng pouvait se prévaloir en tant qu'ami et disciple du maître fondateur lui a permis de conserver une certaine unité au mouvement Vovinam mais le maître Lê Sáng avait sans doute conscience du fait qu'aucun maître actuel ne serait en mesure d'obtenir le même résultat s'il était nommément désigné comme maître patriarche successeur. Se sachant malade, le maître Lê Sáng avait pris soin de régler sa succession et l'une de ses dernières actions fut de nommer aux grades supérieurs, une liste choisie de maîtres, permettant notamment aux maîtres Sen et Van Chieu, d'accéder au 9e Dang au même moment.

### L'après Lê Sang
Jusqu'à sa mort, le maître patriarche Lê Sang vécut à Saigon, au To Duong, où reposent les cendres du maître fondateur et où de nombreux pratiquants venant du monde entier continuent à se rendre pour suivre l'enseignement du maître Sen (9e Dang) et de ses élèves.
L'une des dernières décisions que prit le maître Lê Sáng fût de promouvoir 14 maîtres (dont 10 maîtres vietnamiens) au grade supérieur. Le 15 mai 2010, à l'occasion de la célébration du cinquantième anniversaire de la mort du maître fondateur, il permit aux deux grands maîtres les plus gradés au monde, le maître Nguyen Van Chieu et le maître Nguyen Van Sen d'atteindre le 9e dang.
Le 27 septembre 2015, le Conseil des maîtres élit, à l'unanimité, le maître Nguyen Van Chieu en tant que nouveau leader du Vovinam Viet Vo Dao. Dès lors celui-ci porte une ceinture blanche (Bạch Đai) assez ressemblante à celle des maîtres patriarches mais pas tout à fait identique.

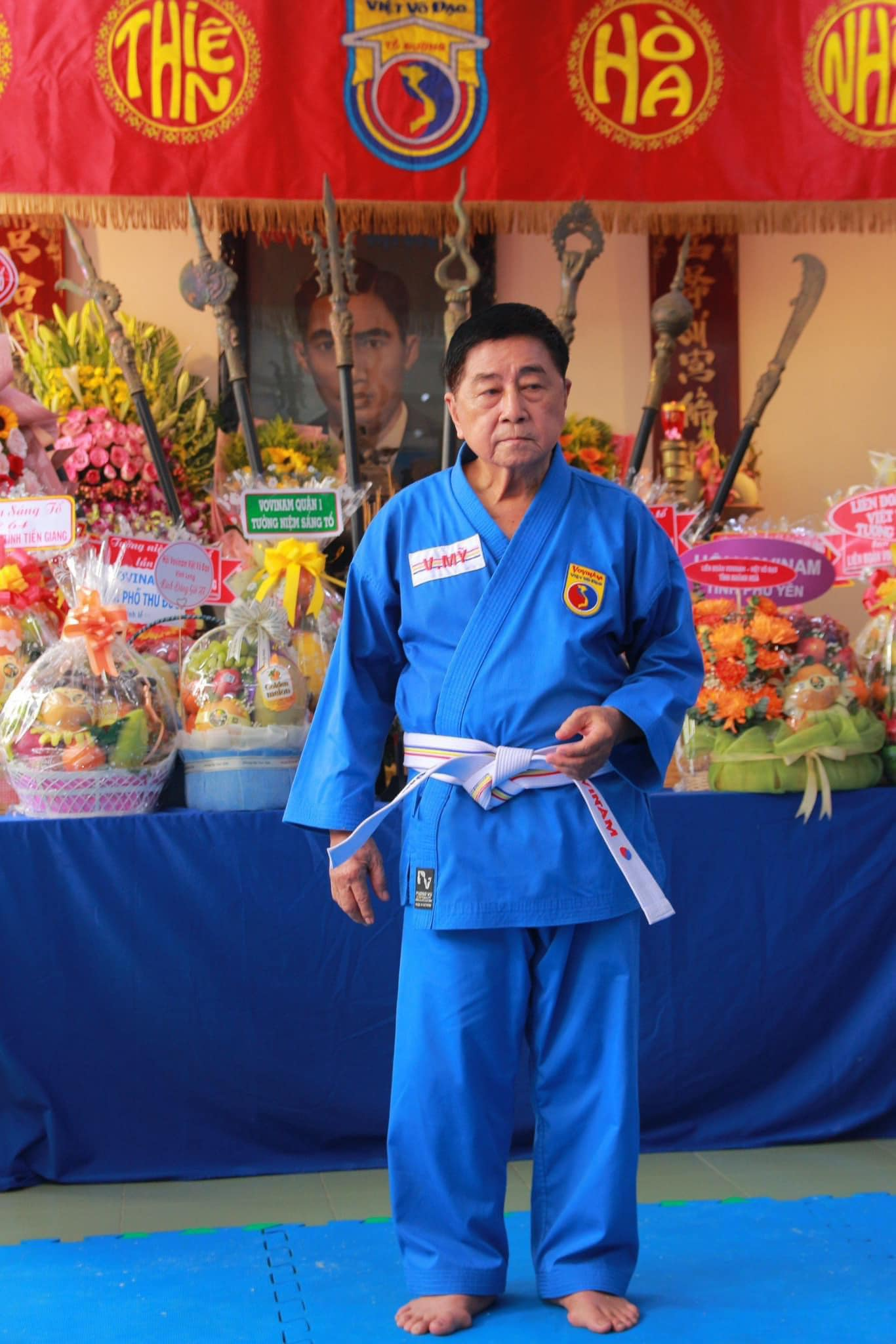
Maître Tran Van My, Directeur de l'école Vovinam

Le maître Van Chieu devient également, président de la fédération de Vovinam de Ho Chi Minh Ville (Saïgon) et vice-président de la fédération mondiale de vovinam (WVVF).
Le maître Sen quant à lui est resté au To Duong, au district 10, où reposent désormais, auprès de celles du maître Nguyễn Lộc, les cendres du dernier maître patriarche, Lê Sang dont il fut le secrétaire.

### La période actuelle
Le 4 février 2020, le maître Nguyen Van Chieu décède à Saïgon.
Le 28 avril 2024, après plusieurs années d'intérim, le maître Tran Van My est élu en tant que leader de l'école. Maître My est basé à Saïgon.

## Culture et principes

### Les dix principes du Vovinam viet vo dao
Il existe neuf principes qui régissent le comportement du pratiquant.
Il n'en existe pas de traduction officielle, raison pour laquelle on les retrouve formulés de diverses façons. Si d'un club ou d'une fédération à l'autre les phrases sont légèrement différentes, le sens général de ces phrases est globalement toujours à peu près le même :
1. Se forger dans la voie du Vovinam Viet Vo Dao (de l’art martial) afin de servir l’humanité (ou le peuple) ;
2. Développer le Vovinam Viet Vo Dao, bâtir une nouvelle génération de l'homme vrai pour un monde solidaire (développer le Vovinam) ;
3. Respecter la loi, l'éthique, placer l'honneur au-dessus de tout (principe de discipline) ;
4. Respecter les ainés, aider les faibles, vivre en harmonie avec ses condisciples et ses prochains (principe de fraternité) ;
5. Respecter les autres arts martiaux, et n'employer le Vovinam Viet Vo Dao qu'en cas de légitime défense et pour une juste cause (principe de légitime défense) ;
6. Ne jamais se soumettre à la tyrannie ni à la répression ;
7. Vivre avec pureté, sobriété, loyauté et honnêteté ;
8. Être lucide dans la perception, persévérant dans la lutte et habile dans l'action ;
9. Se remettre en question, être maître de soi, tolérant et généreux.

### Le võ phục, la tenue du vovinam
La tenue officielle du vovinam, le võ phục, est constituée d'une veste et d'un pantalon en toile solide bleu clair. Les võ phục sont généralement moins épais que les keikogis de judo et ressemblent beaucoup aux keikogis du karaté pour ce qui est de la forme. Ils sont généralement fabriqués au Viêt Nam et importés. Le dos peut comporter des broderies plus ou moins sophistiquées représentant des animaux du bestiaire martial (dragons, phénix, tigres) ou des inscriptions brodées sur demande (nom du club, de la fédération du pays). Certains pratiquants portent également un écusson du drapeau de leur pays sur la manche, généralement au niveau du triceps.
Il est également d'usage de porter son prénom sur la poitrine, côté droit, le côté gauche étant réservé à l'écusson du vovinam. Le prénom du pratiquant est brodé sur une étiquette en tissu de la couleur de la ceinture.

### L'écusson

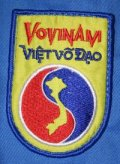
L'écusson du Vovinam

Élément indissociable du võ phục, l'écusson du Vovinam est cousu sur la veste au niveau de la poitrine, sur le côté gauche. Le fond de l'écusson est toujours jaune (le jaune, couleur de la peau asiatique évoque aussi le peuple vietnamien) et comporte dans sa partie basse le logo du Vovinam. Ce logo de forme ronde représente le yin et yang, (le Âm et le Duong en vietnamien) dans sa version rouge et bleue (celle que l'on retrouve notamment sur le drapeau coréen). Ce symbole, très présent dans les philosophies asiatiques, peut donner lieu à de très nombreuses interprétations et notamment la dualité entre le bien et le mal que l'on retrouve dans les principes fondateurs du Vovinam. La particularité de ce yin et yang est qu'il est en quelque sorte « coupé en deux » par le Vietnam.

## Le Vovinam à travers le monde

### France
Plusieurs maîtres vietnamiens ont implanté le Vovinam Viet Vo Dao en France dans les années 1970 : Me Trần Nguyên Đao, Me Sudo et le maître Trang Phước Đức. Ces maîtres ont formé de nombreux élèves qui à leur tour sont devenus professeurs puis maîtres et ont ouvert des clubs dans plusieurs régions de France.
En septembre 2007, le ministère de la jeunesse et des sports a décidé de confier la délégation du Vovinam à la Fédération française de karaté. Deux nouvelles branches ont donc été créées au sein de la FFK, séparant très clairement le vovinam viet vo dao d'un côté et les arts martiaux vietnamiens traditionnels de l'autre.
Si beaucoup de clubs ont décidé de se ranger sous la bannière de la FFK pour profiter des avantages d'une fédération délégataire (compétitions officielles, reconnaissance nationale des grades, accès aux diplômes d'état), certains ont choisi de rester indépendants. De fait, il est difficile de savoir combien de personnes pratiquent le vovinam en France à cause de l'éparpillement de ces clubs. La FFK annonce sur son site web 12 000 pratiquants mais sans faire le distinguo entre le vovinam et les autres arts martiaux vietnamiens.

### Belgique
L'Association Belge Francophone (AVVBF), membre de la fédération européenne (EVVF), a été désignée au Congrès de la fédération mondiale (WVVF) afin de représenter la Belgique pour tous les championnats internationaux. Le président actuel est le maître Lê Hưu Dai.
Il existe de nombreux clubs affiliés à l'AVVBF dont les principaux sont : Université de Liège, Modave, Awans, Blegny, Grâce-Hollogne, Fernelmont, Juprelle, Glons, Hotton, Ferrières, Liège-Vennes, Aiwaille, Beyne-Heusay, Angleur, etc. Le maître Olivier Lauria est le sélectionneur et l'entraîneur de l'équipe nationale belge pour les championnats d'Europe et du Monde.
Un autre mouvement évolue également en parallèle, la Fédération Belge de Vovinam Viet Vo Dao (FBVVVD) dirigée Me Huynh Huu Quy (7e Dang). Ce mouvement contient 7 clubs (Palais du Midi, Bx-Nord, Auderghem, Ruisbroek, Oreye, Soumagne et Esneux) et 6 maîtres : Me Huynh Huu Quy (7e Dang), Me Phung Nguyen (6e Dang), Me Tran Qui Bao (5e Dang), Me Tran Hoang Trung (4e Dang), Me Phung Trong Kiet (4e Dang) et Me Mbongolo Mbella Guillaume (4e Dang). Chaque année une competition nationale est organisée. La Coupe d'Europe 2016 (VVDWF) a été organisée en Belgique dans le club de Soumagne ainsi que la Coupe du Monde 2018 à Bruxelles.
L'AVVBF a organisé les championnats d'Europe de Vovinam Việt Võ Đạo en 2006 (les 25 et 26 novembre), prenant la relève de Tenerife qui les avait organisés en 2005. Les championnats d'Europe 2006 furent organisés dans les installations sportives de l'Université de Liège, avec la présence de 321 participants représentants 12 Nations européennes.
En novembre 2015, l'AVVBF a de nouveau été sollicitée par les instances européennes pour organiser le premier championnat Junior européen. Cet événement s'est déroulé dans la ville d'Awans.
Le championnat d'Europe 2020 a été organisé par l'AVVBF dans la ville d'Herstal.
Le championnat d'Europe 2026 sera organisé dans la ville d'Awans.
Un championnat de Belgique est organisé tous les deux ans par l'AVVBF. La dernière édition a eu lieu dans la ville de Grâce-Hollogne avec la participation de 150 athlètes représentant 12 clubs sous l'arbitrage de juges de la Fédération Européenne (EVVF).
En outre, un championnat de Belgique « junior » est également organisé une année sur deux. L'édition 2019 s'est déroulée dans la ville d'Awans.

### Suisse
La Fédération suisse de Vovinam Viêt Vo Dao, dirigée par le maître Tân Rousset, est chargée, par les fédérations européenne et mondiale, de développer le Vovinam en Suisse.
La Fédération est composée de plusieurs associations dont celles de Genève et de Fribourg. La Fédération Suisse de Vovinam Viêt Vo Dao a organisé le Championnat d'Europe de Vovinam 2007 et a sélectionné l'équipe nationale suisse pour chaque compétition internationale depuis 2006.
Les 1-2-3 juillet 2016, a organisé le 4e Championnat d'Europe à Sous-Moulin/Thônex/Genève/Suisse.

### Europe
Le 26 avril 2010, les dirigeants de la Fédération mondiale de Vovinam, la WVVF présidée par Nguyễn Danh Thái et dont le maître Chieu est le directeur technique, se sont retrouvés à Paris avec les responsables français de la FFKDA et les responsables nationaux européens et ont décidé de créer la fédération européenne.
Le 13 mai 2016 a eu lieu à Francfort, l'assemblée générale de la Fédération européenne de Vovinam Viêt Vo Dao. Florin Macovei, a été élu président pour un mandat de quatre ans.
Composition du comité exécutif de l' EVVF en 2023 :
- président : Florin Macovei, Roumanie ;
- vice-président - Arbitrage: Dinh Du Tran, Allemagne ;
- vice-président - Technique : Vittorio Cera, Italie ;
- vice-président : Siarhei Sharenda, Belarus ;
- Secrétaire Général : Nguyen Thanh Nha, Angleterre ;
- Secrétaire Général-adjoint : Dinh Tri, Belgique ;
- Trésorier : Marie-France Méchain, France ;
- Membres : Tan Rousset (Suisse), Lê Huu Dai (Belgique)

### États-Unis
Le Vovinam s'est implanté aux États-Unis dans les années 1970, notamment via le propre frère du maître fondateur, le maître Nguyen Dan qui y émigre avec sa famille en 1975.
Actuellement, les États-Unis comptent de nombreux clubs mais sa pratique reste relativement marginale en comparaison des sports typiquement américains qui sont pratiqués de façon quasi hégémoniques.
Il est d'ailleurs pratiqué de façon quasi exclusive par des américains d'origine vietnamienne. Contrairement à l'Europe où le Vovinam attire des pratiquants de toutes origines, aux États-Unis, le Vovinam reste un loisir relativement communautaire. Cela n'a d'ailleurs sans doute aucun rapport avec la façon dont le Vovinam y est enseigné mais est plus probablement lié à au particularisme des relations inter-ethniques dans les grandes cités de ce pays. Certains sites Internet de clubs américains n'ont d'ailleurs même pas de version en anglais et sont rédigés exclusivement en vietnamien.

### Dans le reste du monde
Il existe plusieurs fédérations mondiales.

#### WVVF (World Vovinam Federation)
La WVVF (World Vovinam Federation) a été créée en 2009 avec le soutien du CIO. Elle est la fédération désignée par le Directeur de l'école afin d'organiser les Championnats du Monde.
La Fédération mondiale a le mérite d'unir des nations de Vovinam issues de plusieurs courants.
Jusqu'à son décès en février 2020, le maître Nguyen Van Chieu, président du Conseil des maîtres, en était le vice-président.
Le 28 juillet 2011, à Ho Chi Minh Ville, a eu lieu la 2° assemblée générale de la WVVF avec 21 représentants des nations adhérentes (Inde, Iran, Viêt Nam, Indonésie, Cambodge, Laos, Russie, Belarus, Pologne, Allemagne, Angleterre, Belgique, France, Espagne, Italie, Danemark, Suisse, Algérie, Maroc, Roumanie & Australie).
Plusieurs décisions ont été votées à l'unanimité des membres :
- le calendrier des championnats du monde (Viêt Nam 2011, France 2013, Algérie 2015, Inde 2017, Cambodge 2019, Viêt Nam 2023) ;
- un brevet officiel de juge/arbitre est délivré après formation d'une semaine ;
- le Conseil des Maîtres basé à Sai Gon, présidé par Tran Van My depuis 2024, est désormais seul habilité à décerner les ceintures rouges (à partir de 4e dang). Toutes les fédérations continentales doivent recevoir préalablement l'autorisation du Conseil pour promouvoir des candidats aux grades 4e dang et plus.

Composition du comité exécutif de la WVVF :
- président : Mai Huu Tin ;
- vice-président Général : Lê Quốc Ân, président de la Fédération vietnamienne ;
- vice-président : Mohammad Nouchi, président de la Fédération asiatique ;
- vice-président et Secrétaire Général : Florin Macovei, président de la Fédération européenne ;
- vice-président : Yuri Popov, directeur technique Russie.

#### Fédération d'outremer
le 31 mars 2010, le maître patriarche, conscient de la nécessité de développer le vovinam au-delà du Vietnam, entérine la création d'une fédération d'outremer : Hội Đồng Võ Sư Tương Trợ Hải Ngoại (HDVSTTHN) / Overseas Masters Management Council.
L'un des principaux artisans de cette fédération est un maître australien 8e dang : Võ Sư Diệp Khôi, qui a présidé le conseil des maîtres pendant deux mandats.
Il est toujours actif au sein de la fédération et est actuellement chef du Comité de recherche et d'examens.
La 5e assemblée générale du conseil des maîtres overseas s'est tenue en France en juillet 2019 à Eaubonne.
Cette réunion de nombreux grands maîtres a été l'occasion pour certains maîtres occidentaux d'accéder à des grades élevés.
La prochaine assemblée générale devrait se tenir en 2021 en Australie.
Composition de l'HDVSTTHN :
- président : Võ sư Nguyễn Minh Hải.

#### Fédération mondiale de Vovinam-Viet Vo Dao
La fédération mondiale de Vovinam-Viet Vo Dao a été créée en 1996 lors du conseil des maitres en aout 1996 à Paris. La fédération regroupe les fédérations suivantes : 
- fédérations nationales des membres fondateurs : belge, française, allemande, suisse et australienne ;
- fédérations confirmées entre 2001 et 2008 : canadienne, biélorusse, ukrainienne, marocaine, sénégalaise, États-Unis fédération Texas, États-Unis fédération Ouest, espagnole, burkinabé ;
- fédérations confirmées entre 2008 et 2016 : Mali ;
- fédération en attente de confirmation : États-Unis fédération Est, Guinée, Togo, Côte d'Ivoire, fédération soviétique (Sibérie et Tyumen-Nefteyugansk).

Les coupes du monde ont eu lieu à : 2002 Paris, 2006 Alger, 2010 Allemagne, 2014 Paris, 2018 Bruxelles, 2022 Paris.

## Technique

### Programme

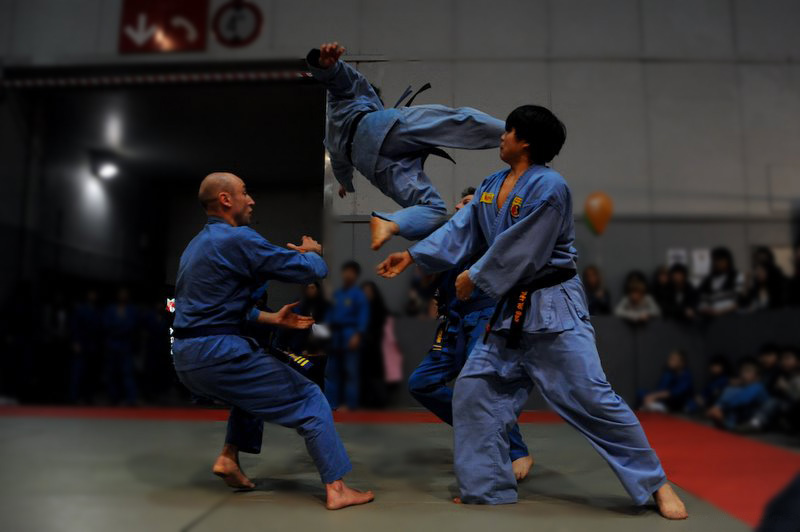
Exemple de saut avec mouvement de ciseaux

Le Vovinam Viet Vo Dao est un art martial très complet qui comporte une grande variété de techniques :
- des techniques d'attaque, de self défense, de contre-attaque dont l'apprentissage se fait avec un partenaire ;
- des chiến lược stratégies de combat ;
- des positions d'attaque ou de défense, parfois inspirés du bestiaire asiatique (tigre, dragon, serpent...) ;
- des Quyen qui permettent de revoir seul ses techniques et de les embellir (équivalent des katas japonais ou des poomses coréens) ;
- des Song Luyen qui sont des combats fictifs (sorte de Quyens pratiqués à deux) ;
- des Đa Luyện, combats chorégraphiés opposant le plus souvent un nombre multiple d'adversaires (équivalent des bunkaï japonais) qui sont généralement réservés aux compétitions et aux démonstrations, contrairement aux Song Luyen qui doivent être présentés lors des passages de grades.

#### Pieds poings
La partie essentielle du programme, composée de techniques de poings, de pieds, de sabres (tranchants de la main), de coudes, de genoux, de balayages, de blocages, d’assauts, de self défenses, de clés, de contre attaques, de projections…

#### Positions (Tân)
Les positions sont très importantes au vovinam, les techniques reposant toujours sur un bon placement et un bon déplacement du corps. On retrouve des positions communes à la plupart des arts martiaux telle que la position du cavalier (Trung Binh Tân) mais aussi des positions plus spécifiques comme la position du chat (Chao Ma Tân).

#### Ciseaux (Don chan)
Une des particularités du Vovinam viet vo dao est le ciseau qui consiste à attaquer un ou plusieurs adversaires en le saisissant ou le percutant avec ses jambes.
Techniques aussi bien spectaculaires qu’efficaces, il existe 21 ciseaux au programme.
Leur apprentissage est progressif. On commence par des ciseaux aux jambes puis on monte au fur et à mesure que le programme avance.

#### Lutte (Vat)
La lutte est un ensemble de techniques pratiquées à un niveau confirmé dans le Vovinam viet vo dao, il existe 3 Song Luyen de lutte regroupant 28 techniques.

#### Armes (Vu khi)
Le programme technique du vovinam viet-vo-dao comporte le maniement d'une quinzaine d'armes, enseigné à partir du grade Huyền Đai. On retrouve notamment : les double couteaux, le sabre, la hache, le bâton, la hallebarde, le pistolet, la baïonnette, la règle, la machette, le sabre large, l’épée, l'éventail et même le parapluie.
Spécificités :
- le dam lao (coup de poing du singe) : coup de poing descendant donné avec le métacarpe rappelant le swing de la boxe anglaise ;
- le da canh (coup de pied gifle) : coup de pied haut donné avec la face externe du pied et visant une face latérale du visage ;
- les don chan (ciseaux, voir plus haut) : techniques acrobatiques effectuées avec les deux jambes afin de percuter, étrangler ou mettre au sol un adversaire.

### Grades

#### Grades officiels

Ceinture bleue 3e cap

| Vovinam                      | Vovinam              | Vovinam               | Vovinam                       | Vovinam                | Vovinam                | Vovinam              | Vovinam              | Vovinam                                     | Vovinam              |
| Structure des grades         | Structure des grades | Structure des grades  | Structure des grades          | Structure des grades   | Structure des grades   | Structure des grades | Structure des grades | Structure des grades                        | Structure des grades |
| ---------------------------- | -------------------- | --------------------- | ----------------------------- | ---------------------- | ---------------------- | -------------------- | -------------------- | ------------------------------------------- | -------------------- |
| Nom de la ceinture (Tên đai) | Débutant (Tự vệ)     | Pratiquant (Nhập môn) | Pratiquant confirmé (Lam đai) | Professeur (Hoàng đai) | Professeur (Hoàng đai) | Le maître (Hồng đai) | Le maître (Hồng đai) | Président du Conseil des maîtres (Bạch đai) |                      |
| Titre (Danh xưng)            | Võ sinh              | Võ sinh               | Môn sinh                      | Hướng dẫn viên         | Huấn luyện viên        | Võ sư                | Võ sư                | Võ sư Chánh Chưởng Quản                     |                      |
| Ceinture (Đai)               |                      |                       |                               |                        |                        |                      |                      |                                             |                      |

Ceinture bleu clair

Comme dans de nombreux arts martiaux, le grade de chaque pratiquant est reconnaissable par la couleur de sa ceinture.
 Niveau débutant (Tự Vệ) : La première ceinture portée est bleu clair, elle est généralement plus claire que la tenue (le Vo Phuc).
 Pratiquant (Nhập Môn) : assez rapidement, une fois les bases acquises, le débutant se voit remettre par ses professeurs (ou à la suite d'un passage de grade) une ceinture bleue plus foncée et plus large (sur laquelle est généralement brodée Vovinam Viet Vo Dao en jaune).
 Pratiquant confirmé (Lam Đai) : pendant quelques années, la couleur de la ceinture ne va plus changer mais à chaque nouveau cap franchi le pratiquant confirmé reçoit une nouvelle ceinture bleu foncé sur laquelle sont cousues (ou collées) une, puis deux, puis enfin trois barrettes jaunes. Il faut généralement 3 années de pratique pour obtenir sa dernière barrette jaune (3e cap). Symboliquement, le jaune représente la peau et on dit souvent qu'à chaque barrette jaune qu'on appose sur sa ceinture, le Vovinam entre un peu plus dans la peau du pratiquant.
 Professeur assistant (Huyền Đai) et Professeur (Hoàng Đai) : au bout de 4 à 5 ans, le Lam Đai passe sa ceinture jaune. Cette ceinture cependant n'est pas tout à fait l'équivalent de la ceinture noire des arts martiaux japonais. Dans ces arts martiaux, la ceinture noire correspond au 1er dan alors qu'en vovinam les dang (équivalent vietnamien des dan) ne sont remis qu'à partir du grade suivant. Après la ceinture jaune sans barrette, le professeur assistant passe ses premiers dang. Jusqu'au 3e, la ceinture qu'il porte est jaune car il a désormais le vovinam dans la peau. À chaque dang obtenu, on rajoute une barrette rouge symbolisant le vovinam qui rentre dans son sang.

Maître aspirant 4e dang

Maître 8e dang

 Le maître aspirant (Chuẩn Hồng Đai) : à partir du 4e dang, le pratiquant du vovinam peut être appelé « maître » bien qu'au quatrième dang il ne soit encore qu'aspirant maître. Il porte une ceinture rouge cerclée de jaune sans barrette.
 Maître (Hồng Đai) : à partir du 5e dang, le maître porte une ceinture rouge avec des barrettes blanches. Le vovinam entre dans ses os. La ceinture peut comporter de 1 (5e dang) à 6 barrettes (10e dang).
 Il existe enfin une dernière ceinture, portée par le chef de l'école, président du Conseil des maîtres. Cette ceinture blanche comporte des lignes de chacune des autres couleurs utilisées dans la codification des grades (bleu, jaune, rouge).

#### Ceinture noire (grade éteint)

Ceinture noire

À la fin des années 1990, la ceinture noire a été instaurée pour remplacer la ceinture jaune sans barrette. Cette démarche avait pour but de mieux identifier les instructeurs de Vovinam en s'alignant sur les systèmes de grades japonais et coréens devenus très populaires. Le 1er janvier 2012, la ceinture noire est officiellement abolie par le conseil des maîtres et a déjà totalement disparu des instances internationales et vietnamiennes.

##### Ceinture blanche de maître patriarche (grade éteint)
Cette ceinture a été portée par le maître patriarche Lê Sang. Elle était parcourue de quatre lignes qui représentaient les couleurs des ceintures de cette période : bleu, noir, jaune et rouge. Après le décès du maître patriarche, une autre ceinture blanche a été dessinée pour la nouvelle fonction de président du Conseil des maîtres. Bien que similaires par la couleur blanche, le design est différent.

##### Grades pour enfants

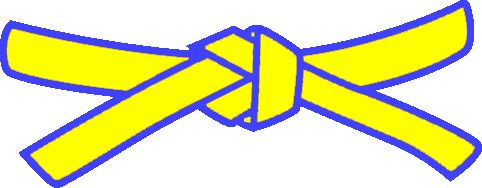
Instructeur-assistant de moins de 15 ans

Par le décret du 27 août 2014, le Conseil des maîtres de l'École Vovinam Viêt Vo Dao a créé la ceinture jaune parcourue de deux bandes bleues sur toute sa longueur. Cette ceinture devra dorénavant être portée par les pratiquants âgés de 12 à 15 ans ayant déjà atteint le niveau d'instructeur-assistant. Pour les pratiquants de moins de 12 ans, les fédérations nationales sont libres d'organiser les ceintures à leur manière. Cela va de la ceinture bleu foncé à la blanche en passant par la bleu clair.

## Quelques maîtres (certifiés par le Conseil des maîtres de l'école)
Directeur de l'école 
- Trần Văn Mỹ (depuis le 28 avril 2024)

Maîtres 9e dang (ceinture rouge avec 5 barrettes)
- Nguyễn Văn Sen[13]
- Nguyễn Văn Sáng[14]

Maîtres 8e dang (ceinture rouge avec 4 barrettes)
- Cam Binh Nguyen (États-Unis)
- Suddoruslan (France)[15]
- Nguyễn Chánh Tứ[13]
- Diệp Khôi[16]

Quelques maîtres 7e dang (ceinture rouge avec 3 barrettes)
- Cera Vittorio (Italie)[17]
- Macovei Florin (Roumanie)[17]
- Lê Hưu Nghia (France)[17]
- Le Tan Minh (France)
- Nguyễn Hồng Quì[18](Viêt Nam)
- Nguyên Tien Hoi (Allemagne)

Quelques maîtres 6e dang (ceinture rouge avec 2 barrettes)
- Võ Văn Tuấn[13]
- Pollastro Giuseppe (Italie)
- Mohamed Djouadj (Algérie)
- Lê Hữu Đại (Belgique)[19]
- Hassan Abillat (Maroc)[20]
- Garofalo Michele (Italie)[21]
- Nguyễn Tôn Khoa[13]
- Mai Văn Hiệp[13]
- Mamadou Diop (Sénégal)[22]
- Knuts Philippe (Belgique)[19]
- Vũ Đức Thọ[13]
- Méchain Georges[23] (France)
- Trần Đại Chiêu (Allemagne)
- Dietmar Thom (Allemagne)[19]
- Tran Van Do (France)

Cette liste ne peut évidemment pas être exhaustive, ne serait-ce que parce que pour de nombreux pratiquants, leur maître mériterait d'être cité parmi les plus grands maîtres mais cette notion est par essence très subjective. De plus, l'un des principes fondateurs du vovinam est justement d'œuvrer tout au long de sa vie au développement du vovinam, ce qui signifie que d'une certaine façon, tous les maîtres qui pratiquent cet art martial ont eu un rôle déterminant dans la propagation de cette discipline. Il est impossible de leur rendre hommage à tous en les citant ici.

Les représentants nationaux de la fédération européenne
- Angleterre : le maître François Berrier (4e dang)
- Roumanie : le maître Florin Macovei (7e dang)
- Belgique : le maître Lê Hữu Đại (6e dang)
- Espagne : le maître Pedro Gonzales (5e dang)
- Pologne : le maître Ryszard Joswiak (4e dang)
- Belarus : le maître Sharenda Siarhei (5e dang)
- Danemark : Inst. Ngoc Thanh Tran (3e dang)
- France : le maître Rachel Sudoruslan (6e dang)
- Allemagne : le maître Dietmar Thom (6e dang)
- Suisse : le maître Tân Rousset (5e dang)
- Italie : le maître Luca Marzocchi (4e dang)

Quelques maîtres membres de la Fédération Européenne : Sergio Mora (Espagne), Miguel Ángel Díaz Luis (Espagne), Juan Cid Argilles (Espagne), Vittorio Cera (Italie), Claudio Zilio (Italie), Alessio Champier (Italie), Leonardo Rotunno (Italie), Giuseppe Pollastro (Italie), Oliver Lauria (Belgique), Philippe Knuts (Belgique), etc.
Les représentants nationaux de la fédération africaine
- Algérie : le maître Djouadj Mohammed (6e dang)
- Burkina Faso : le maître Ouédraogo Antonin.G.Appolinaire (5e dang)
- Côte-D'Ivoire : le maître Djibril Diori (5e dang)

- Égypte : l'enseignant Mohammed Rabi Fetouh Mohammed El Charbini (1er dang)
- Guinée : le maître Mamadou kaba (4e dang)
- Sénégal : le maître Mamadou Diop (6e dang)
- Maroc : le maître Abilat Hassan (6e Dang)
- Mauritanie : le maître Younousse Yade (5e dang)
- Tunisie : l'enseignant Saadouli Kamel (1er dang)

## Lexique
Les cours sont généralement donnés dans la langue du pays où se déroulent les cours mais comme dans la plupart des arts martiaux, certains rituels, tels que le salut, se font en vietnamien. Il est également quasi incontournable de savoir compter en vietnamien car beaucoup de techniques codifiées ne portent pas de nom particulier mais sont numérotées (techniques d'assaut 5 à 10, 11 à 20, coup de coude numéro 3, song luyen 2 etc.)
Le salut se fait en trois temps
- Prêt : nghiêm
- Prêt à saluer : nghiêm lễ
- Salut : lễ

Quelques mots ou expressions à connaître lorsqu'on pratique le vovinam
- tenue             : võ phục
- ceinture          : đai lưng
- rosace 	   : liên hoa
- patriarche 	   : chương môn
- enseignant        : võ sư
- pratiquant        : võ sinh
- prêt    	   : chuẩn bị
- garde 	           : thế thu
- arrêtez 	   : thôi
- debout 	   : đứng
- commencez 	   : bắt đầu
- assis 	           : ngồi
- négatif           : Âm
- dương             : positif
- devant, avant     : trước
- derrière, arrière : sau

Techniques de base 
- Đấm               : coup de poing
- Đá                : coup de pied
- Chém              : sabre (tranchant de la main)
- Gạt               : blocage
- Chỏ               : coup de coude
- Gối               : coup de genou

Coups de poing (Đấm)
- Đấm thang       : Coup de poing direct
- Đấm moc         : Coup de poing crochet
- Đấm lao         : Coup de poing du singe
- Đấm muc         : Coup de poing uppercut
- Đấm thâp        : Coup de poing direct bas
- Đấm bật         : Coup de poing marteau
- Đấm phạt ngang  : Coup de poing retour

Coups de pied (Đá)
- Coup de pied direct : Đá thang
- Coup de pied circulaire : Đá tat
- Coup de pied latéral : Đá dap
- Coup de pied revers : Đá canh
- Coup de pied crochet : Đá moc
- Coup de pied retourné (circulaire) : Đá lái
- Coup de pied retourné latéral : Đá dap lái

Compter
- 1 = Một
- 2 = Hai
- 3 = Ba
- 4 = Bốn
- 5 = Năm
- 6 = Sáu
- 7 = Bẩy ou Bảy (accent du sud)
- 8 = Tám
- 9 = Chín ou Chin (accent du sud)
- 10 = Mười

#### Fédérations
- Fédération mondiale Vovinam-Vietvodao
- Fédération européenne EVVF
- Fédération française de Vovinam Vietvodao
- Fédération suisse
- Fédération belge francophone (AVVBF)
- Vovinam Viet Vo Dao sur le site de la Fédération française de karaté et disciplines associées

#### Clubs et écoles
- VDST - France
- École Dong Fang Hong Long
- Club de Bussy
- Club des Lilas
- Club de Palaiseau

#### Vidéos thématiques
- [vidéo] « Vovinam Viêt Vo Dao --- Visionner la vidéo », sur YouTube
- [vidéo] « Championnat d'Europe --- Visionner la vidéo », sur YouTube

#### Autres sites
- eVOVINAM.com (support technique)
- Union Vovinam Việt Võ Đạo Overseas (Liên Hiệp VOVINAM Việt Võ Đạo Hải Ngoại)
- Vovinam Viet Vo Dao Maroc
- Mouvement Vovinam VVD européen
- Vovinam in Vietnam - Hô Chi Minh-Ville
- Mouvement Vovinam Viet Vo Dao Belgique